# Ладога (газета)
«Ла́дога» — общественно-политическая газета Кировского района Ленинградской области.

## История
Газета основана 1 января 1978 года.
В 1991 году перерегистрирована как печатный орган местной администрации и трудового коллектива.
Выходит два раза в неделю — по вторникам и субботам, тираж 4500 экземпляров. Распространяется через киоски «Роспечати» и по подписке в Кировском районе Ленинградской области
В газете публикуются общественно-политические, экономические и культурные новости района, материалы о деятельности районных властей. Также периодически выходят приложения к газете : «Невские берега» (материалы литературного клуба при редакции газеты),  «Вестники городских и сельских поселений». В газете публикуются статьи по краеведению в рубриках «Далёкое-близкое» и «Точка на карте района».

## Учредители
- Комитет по информационной политике и телекоммуникациям Ленинградской области
- Администрация Кировского района
- Издательский дом «Ладога»

## Награды
- диплом Управления Федеральной налоговой службы по Ленинградской области[2]
- диплом регионального конкурса журналистов «Лучшие люди Ленинградской области — лучшие люди России»[3]
- приз Правительства Пензенской области за серию фоторепортажей «Православие и дети», представленную на XII Всероссийском фестивале «Православие на телевидении, радиовещании и в печати»[4][5]
- вторая премия и грамота Центрального совета Всесоюзного общества охраны памятников истории и культуры[6]
- второе место в номинации «Лучшая публикация, посвященная малому и среднему бизнесу в Ленинградской области» (2005 год)[7]
- диплом за лучшее освещение различных аспектов отношений бизнеса и общества[8]